# Parageron hyalipennis
Parageron hyalipennis is een vliegensoort uit de familie van de wolzwevers (Bombyliidae). De wetenschappelijke naam van de soort is voor het eerst geldig gepubliceerd in 1941 door Séguy als Oligodranes hyalipennis.